# Öznur Cüre
Öznur Cüre (1 de octubre de 1997) es una deportista turca que compite en tiro con arco adaptado. Ganó dos medallas en los Juegos Paralímpicos de Verano, plata en Tokio 2020 y oro en París 2024.

## Palmarés internacional
| Juegos Paralímpicos | Juegos Paralímpicos | Juegos Paralímpicos | Juegos Paralímpicos                       |
| Año                 | Lugar               | Medalla             | Prueba                                    |
| ------------------- | ------------------- | ------------------- | ----------------------------------------- |
| 2020                | Tokio (Japón)       | Medalla de plata    | Compuesto por equipos clase abierta mixto |
| 2024                | París (Francia)     | Medalla de oro      | Compuesto individual clase abierta        |